# Ceraleurodicus hempeli
Ceraleurodicus hempeli là một loài côn trùng cánh nửa trong họ Aleyrodidae, phân họ Aleurodicinae.
Ceraleurodicus hempeli được Costa Lima miêu tả khoa học đầu tiên năm 1928.